# Morbilidad
La morbilidad es un estado enfermo, de discapacidad o mala salud debido a cualquier causa. El término puede ser usado para referirse a la existencia de cualquier forma de enfermedad, o al grado en que esa condición de salud afecta al paciente. También se entiende como la proporción de seres vivos que enferman en un sitio y tiempo determinado. Minoritariamente también se usa como sinónimo de morbididad, que etimológicamente es correcto.
Cabe mencionar también que una condición comórbida es una condición médica concomitante o concurrente con otra enfermedad primaria, por ejemplo COVID-19 con insuficiencia cardiaca o diabetes. 
Las enfermedades Gripe o resfriado común Cáncer, Alzheimer Diabetes Asma. De las cuales sus índices 
- Enfermedades respiratorias más de 20 millones.
- Infecciones gastrointestinales más de 4 millones.
- Infección de vías urinarias.
- Úlceras, gastritis, etc, más de 1.5 millones.

En el sentido de la epidemiología, la morbilidad se puede ampliar al estudio y cuantificación de la presencia y efectos de alguna enfermedad en una población. Es muy distinto de patología.

## Tasas de morbilidad

### Concepto
Se entiende por tasa de morbilidad la cantidad de individuos considerados enfermos o que son afectados por una enfermedad en un espacio y tiempo determinado. Es la frecuencia de la enfermedad en proporción a una población. La morbilidad es un dato estadístico importante para medir la evolución o retroceso de alguna enfermedad, evaluar su importancia sanitaria y determinar las posibles soluciones. El cómputo de la tasa de morbilidad requiere que se especifique el período y el lugar.
Las tasas de morbilidad más frecuentemente usadas son las siguientes: 
- Prevalencia: Frecuencia de todos los casos (antiguos y nuevos) de una enfermedad o condición patológica en un momento dado del tiempo (prevalencia de punto) o durante un período definido (prevalencia de período).
- Incidencia: Es la rapidez con la que ocurre una enfermedad. También, la frecuencia con que se agregan (desarrollan o descubren) nuevos casos de una enfermedad/afección durante un período específico y en un área determinada.